# Hans Schmeisser
Hans Schmeisser war ein deutscher Waffenkonstrukteur.

## Leben und Werk
Hans Schmeissers Vater Louis Schmeisser (1848–1917) war Waffenkonstrukteur. Mit seinem Namen sind Entwicklung und Produktion der Maschinengewehre der Firma Bergmann in der Zeit bis zum Ersten Weltkrieg eng verbunden. Bei der Firma Bergmann erhält auch Hugo Schmeisser seine grundlegende Ausbildung.
Gemeinsam mit seinem Bruder Hugo gründet er 1919 die „Industriewerk Auhammer Koch und Co.“ in Suhl. Unter den gegebenen Verhältnissen in Deutschland nach dem Ersten Weltkrieg läuft dieses Unternehmen von Anfang an nicht gut. In diese Zeit fällt der erste Kontakt zu C. G. Haenel in Suhl. Das ist der Beginn einer 20 Jahre währenden Zusammenarbeit. Zur Absicherung seiner Patentrechte gründen Hugo und Hans Schmeisser im Sommer 1922 eine zweite Firma unter dem Namen „Gebrüder Schmeisser“ in Suhl.
Die Brüder Schmeisser bleiben Prokuristen der Firma Haenel, obwohl sie Anteilseigner sind und faktisch geschäftsführende Gesellschafter des Unternehmens.